# Mundingen
Mundingen es un barrio de Emmendingen en Baden-Wurtemberg, Alemania.
La primera mención escrita de Mundingen se halla en un documento del año 1147. Sin embargo, de la desinencia -ingen se concluye que es mucho más viejo. Además, originariamente pertenecía a la zona de soberanía de Teningen y de esta manera probablemente compartía la historia más vieja de Teningen. En 1813 Mundingen tuvo 681 habitantes y fue conocido por el cultivo de cáñamo y col. En la actualidad es una aldea vinícola que tiene 1.934 habitantes. Mundingen fue incorporado a Emmendingen en 1974. Desde lo alto de los viñedos se tiene una buena vista sobre la Brisgovia y la altura del Rin y en un día claro hasta los Vosgos.

## Wöpplinsberg
Wöpplinsberg es el nombre de una aldea desaparecida de la que en la actualidad queda un caserío al pie del monte homónimo.

### Iglesia de Wöpplinsberg
Sobre el monte Wöpplinsberg se levantó una iglesia. No se conoce ni su origin, ni su edad. Posiblemente se encontró ya en este sitio un templo celta. El hecho es que en 1136 el término municipal y la iglesia fueron confirmados por el papa como propiedad del monasterio de Schuttern en la Ortenau. Durante la guerra de los Treinta Años y las guerras de sucesión que siguieron la iglesia fue dañada y destruida. En 2005 se determinó la ubicación exacta de esta iglesia mediante una medición geoeléctrica.

### Capilla sobre el Wöpplinsberg
La capilla sobre el Wöpplinsberg fue construida entre 1871 y 1876 cerca del sitio de la antigua iglesia.

## Enlaces
- Wikimedia Commons alberga una categoría multimedia sobre Mundingen.
- Capilla del Wöpplinsberg, sitio web de la asociación para el mantenimiento y la conservación de la capilla del Wöpplinsberg

- Datos: Q1952716
- Multimedia: Mundingen (Emmendingen) / Q1952716